# Parsonsia apiculata
Parsonsia apiculata är en oleanderväxtart som först beskrevs av Reinier Cornelis Bakhuizen van den Brink, och fick sitt nu gällande namn av D.J. Middleton. Parsonsia apiculata ingår i släktet Parsonsia och familjen oleanderväxter. Inga underarter finns listade i Catalogue of Life.